# Lúcia Nereida do Carmo Morais
Lúcia Nereida do Carmo Morais de Oliveira (Luanda, 27 de Abril de 1989) é uma escritora e poetisa angolana que assina como Lúcia Morais. 

## Trabalhos

### Antologias
- Á flor da Alma (Editora Sol, 2014) Brasil
  - Amor, Um Pequeno Soneto
  - Eutanásia
  - Cama De Prostituta

- Vai Rolar um Tête-à-Tête (Editora Sol, 2014) Brasil
  - Os Caminhos De Uma Lágrima
  - Minhas Asas De Borboleta

- Poética Mucubal do Namibe -  (Ómnira, 2014) Angola[2]
  - África Minha
  - Oração Pelo Menino Jesus
  - Devaneios De Tem De
  - Andorinha
  - Amor, Um Pequeno Soneto
  - Canto Da Sereia

- Poemário 2016 (Pastelaria Estúdios, 2015) Portugal
  - Meu Eterno Pesadelo

- Faces não reveladas (Editora sol, 2015) Brasil
  - O tempo dá o tempo leva
  - Minha lágrima

- Eça de Queiroz e convidados na Bienal RJ 2015 (Editora Mágico de OZ, 2015) Brasil
  - Flores Amarela
  - Sem Inspiração

- Poesia Nósside 2015, Itália
  - Filho Pródigo

- Poesia Nósside 2016, Itália
  - Poiesis

- Luxurias (Silkskin Editora,2016) Portugal
  - Quero Anelar-te
  - Cama De Uma Prostituta

- Jardim de palavras (Orquídea Edições, 2016) Portugal
  - Plantei
  - Semente que Não  Floriu

- Coletânea Internacional Inspiração(2017) Brasil
  - Passarinho

- Borboletras, Antologia Femenina (Yossu Editora, 2018) Angola
  - Apocalipse
  - Mãe(meu amor por ti)
  - Irona de um Coração Apaixonado
  - Verdades na Tua Cara
  - Soneto da Mulher do Homem Mar

- A Gente que eu conheço (Editora Ginga, 2019) Angola
  - Na Esquina
  - As Mulheres em mim
  - Plantei

### Publicações
- Revista Soletras (Moçambique)
- Revista Criticartes (Brasil)
- Revista Palavra & Arte (Angola)
- Blogue Kinotas (Angola)
- Rádio UNIA (Angola)
- Rádio Além Fronteiras (Portugal)
- Jornal o Crime (Angola)

## Prémios
- Prémio Mundial de Poesia Nosside 2015, categoria Distinta [1]
- Prémio de Literatura Passos de Mulher  2015
- Prémio Mundial de Poesia Nosside 2016, categoria Extraordinária
- 27º CONCURSO LITERÁRIO INTERNACIONAL DE POESIAS, CONTOS E CRÔNICAS , categoria Destaques Literários – Poesia Internacional